# Amblyceps cerinum
Amblyceps cerinum is een straalvinnige vissensoort uit de familie van de slanke meervallen (Amblycipitidae). De wetenschappelijke naam van de soort is voor het eerst geldig gepubliceerd in 2010 door Ng & Wright.